# 5 Samodzielna Brygada Kawalerii
5 Samodzielna Brygada Kawalerii (5 SBK) – wielka jednostka kawalerii Wojska Polskiego II RP.
W 1924 roku V Brygada Jazdy przemianowana została na 5 Samodzielną Brygadę Kawalerii. Równocześnie w jej skład włączono 5 pułk strzelców konnych.
W latach 1921–1926 brygada podlegała bezpośrednio dowódcy Okręgu Korpusu Nr V. Dowództwo brygady stacjonowało w garnizonie Kraków.
W 1925 roku przy 8 pułku ułanów sformowany został 5 szwadron samochodów pancernych.
W 1926 roku ze składu brygady wyłączony został 2 pułk Szwoleżerów Rokitniańskich, który dyslokowany został do Starogardu i podporządkowany dowódcy 8 Brygady Kawalerii.
W 1930 roku ze składu brygady wyłączono 5 szwadron samochodów pancernych i podporządkowano dowódcy 2 dywizjonu samochodów pancernych.
W wyniku reorganizacji jednostek kawalerii w latach 30. XX w. na bazie 5 Samodzielnej Brygady Kawalerii powstała Brygada Kawalerii Kraków. Ta zaś z dniem 1 kwietnia 1937 przemianowana została na Krakowską Brygadę Kawalerii.

## Dowódcy brygady
- płk Henryk Brzezowski (IV 1921 – XII 1928, od 1 XII 1924 do 20 VIII 1925 był słuchaczem II Kursu CWSW)
- płk szt. gen. Włodzimierz Tyszkiewicz (p.o. od 15 I 1925[2]
- płk Konstanty Plisowski
- p.o. płk Stefan Dembiński
- gen. bryg. Zygmunt Piasecki

## Skład
- 2 pułk Szwoleżerów Rokitniańskich w Bochni (1921–1926)
- 3 pułk Ułanów Śląskich w Tarnowskich Górach (1921–1939)
- 8 pułk ułanów księcia Józefa Poniatowskiego w Krakowie (1921–1939)
- 5 pułk strzelców konnych (1924–1939)
- 5 dywizjon artylerii konnej w Krakowie-Zakrzówku (1921–1939)
- 5 szwadron pionierów w Krakowie (1924–1939)
  - dowódca szwadronu – rtm. Stanisław Henryk Szczucki
- 5 szwadron samochodów pancernych w Krakowie (1925–1930)
- szwadron łączności (1937–1939)